# Apostle
Apostle és una pel·lícula britànico-americana de terror del 2018 dirigida per Gareth Huw Evans i protagonitzada per Dan Stevens. Lucy Boynton i Mark Lewis Jones.

## Sinopsi
L'any 1905, en Thomas Richardson viatja a una illa llunyana per rescatar-ne la seva germana, que ha estat segrestada per una misteriosa secta religiosa que demana un rescat per ella. A mesura que s'introdueix en la comunitat, en Thomas comença a descobrir molts secrets i perills.

## Repartiment
- Dan Stevens com a Thomas Richardson
- Michael Sheen com a Malcolm Howe
- Mark Lewis Jones com a Quinn
- Paul Higgins com a Frank
- Lucy Boynton com a Andrea Howe
- Bill Milner com a Jeremy
- Kristine Froseth com a Ffion
- Elen Rhys com a Jennifer Richardson
- Sharon Morgan com a Her
- Sebastian McCheyne com a The Grinder